# Høylandtapeten
Høylandtapeten är en från Høylands kyrka i Høylandet stammande bonad broderad på brunt lite i blått, vitt, grått med mera, föreställande heliga tre konungars tillbedjan. Den förvaras på Vitenskapsmuseet i Trondheim.
Høylandtapeten har frisform, är 44 centimeter bred och nu något över 2 meter lång, den ursprungliga längden är okänd. Tekniken och stilen påminner mycket om Bayeuxtapeten. Høylandtapeten torde vara ett norskt arbete från 1100-talets första hälft.